# Arante
Arante (llamada oficialmente San Pedro de Arante) es una parroquia española del municipio de Ribadeo, en la provincia de Lugo, Galicia.

## Organización territorial
La parroquia está formada por trece entidades de población, constando ocho de ellas en el nomenclátor del Instituto Nacional de Estadística español:
- Barredal (O Barredal)
- Bestilleiros (Os Bestilleiros)
- Cey (Cei)
- Cima de Vila
- Fondo de Vila
- Ponte (A Ponte)
- Remourelle
- Remourelle-Fornos (Os Fornos)
- Remourelle-Magdalena (A Madanela)
- Remourelle-Pereiriñas (As Pereiriñas)
- Remourelle-Portobragán (Portobragán)
- Remourelle-Rego de Mel (Rego de Mel)
- Vilamariz

## Demografía
| Gráfica de evolución demográfica de Arante entre 2000 y 2020 |
|                                                              |
| Datos según el nomenclátor publicado por el INE.             |